# Spider-Man (gra komputerowa 2018)
Spider-Man (również jako Marvel’s Spider-Man) – komputerowa przygodowa gra akcji wyprodukowana przez Insomniac Games, a wydana przez Sony Interactive Entertainment 7 września 2018 roku. Chociaż mocno inspirowana jest komiksami wydawnictwa Marvel Comics o Spider-Manie oraz innymi mediami, w których pojawiała się ta postać, przedstawia jednak oryginalną historię osadzoną w tym uniwersum.
Rozgrywka przedstawiona jest z perspektywy trzeciej osoby, koncentrując się przede wszystkim na umiejętnościach bojowych Spider-Mana i skutecznym przemieszczaniu się po otwartym świecie. Postać może swobodnie poruszać się po Nowym Jorku, wchodzić w interakcje z postaciami niezależnymi, realizować zadania oraz odblokowywać nowe gadżety i stroje poprzez wykonywanie głównej fabuły lub podejmowanie wyzwań. Poza wątkiem fabularnym może także wykonywać zadania poboczne, żeby odblokować dodatkowe przedmioty. Walka polega na łączeniu ze sobą ataków i używaniu elementów środowiska, żeby powalić jak największą liczbę przeciwników i unikać obrażeń.
Produkcja Marvel’s Spider-Man – będącej pierwszą grą na licencji wyprodukowaną w dwudziestodwuletniej historii Insomniac Games – rozpoczęła się w 2014 roku i trwała około czterech lat. Insomniac zaproponowano stworzenie gry komputerowej o dowolnym superbohaterze z portfolio wydawnictwa Marvel; ostatecznie zdecydowano się na Spider-Mana ze względu na sympatię pracowników studia do tej postaci oraz podobieństwa w rozgrywce do ich poprzedniej gry – Sunset Overdrive z 2014 roku. Podczas tworzenia gry czerpano inspiracje ze wszystkich mediów, w jakich pojawił się Spider-Man, jednak studio i Marvel Comics chcieli opowiedzieć autorską historię, która nie wiąże się z żadną już istniejącą i stworzyć oryginalne uniwersum (znane jako Ziemia-1048), które rozwijane jest również przez powieści, komiksy i gadżety.
Gra pojawiła się na PlayStation 4 7 września 2018 roku, zdobywając uznanie krytyków, którzy chwalili jej narrację, postacie, walkę i mechanikę przemieszczania się na pajęczej sieci. Krytykowali jednak projekt otwartego świata jako mało interesujący. Wielu recenzentów uznało Spider-Mana za najlepszą grę o superbohaterze w historii, porównując ją pozytywnie do serii Batman: Arkham. Zdobyła kilka wyróżnień końcoworocznych od krytyków, portali i czasopism branżowych oraz podczas gal poświęconych grom komputerowym. Stała się najszybciej sprzedającą się grą roku, najszybciej sprzedającą się grą superbohaterską w Stanach Zjednoczonych i jedną z najlepiej sprzedających się gier na PlayStation 4 w historii. Po premierze rozwijana była przez trzyczęściowy dodatek Spider-Man: Miasto, które nie śpi, którego kolejne epizody ukazywały się co miesiąc, od października do grudnia 2018. W listopadzie 2020 pojawił się samodzielny dodatek Marvel’s Spider-Man: Miles Morales, jak również odświeżona wersja na PlayStation 5 o podtytule Remastered. W 2022 roku gra trafiła na komputery osobiste z systemem operacyjnym Microsoft Windows. 20 października 2023 wydano kolejną część cyklu, zatytułowaną Spider-Man 2.

## Rozgrywka
Marvel’s Spider-Man jest przygodową grą akcji z otwartym światem, osadzoną w fikcyjnej wersji nowojorskiego Manhattanu. Wydarzenia przedstawione są z perspektywy trzeciej osoby, a kamerą można swobodnie obracać wokół bohaterów. Główną grywalną postacią jest superbohater Spider-Man, który porusza się po świecie skacząc, używając wyrzutni pajęczyn umożliwiających bujanie się między budynkami, biegając po ścianach i automatycznie przeskakując nad przeszkodami. Gracz może wskazywać konkretne miejsca, w które ma zostać wystrzelona wyrzutnia sieci. Do ich zaczepienia wymagane są stałe obiekty, z kolei pęd i szybkość bujania się można kontrolować poprzez wypuszczanie ich w odpowiednich momentach. W grze pojawia się także opcjonalny system szybkiej podróży, za który służy nowojorskie metro.
Walka koncentruje się na trzech przyciskach, odpowiadających za wyprowadzanie ataków, unikanie ich oraz wystrzeliwanie sieci. Ta ostatnia pozwala na przyklejenie przeciwników do pobliskich przedmiotów lub powierzchni, prowadząc do natychmiastowego wyeliminowania ich ze starcia. Wrogowie powaleni na wyższych wysokościach automatycznie przyklejają się do najbliższej powierzchni, zapobiegając ich śmierci. W walce wykorzystywać można elementy otoczenia, skakać po ścianach oraz rzucać przedmiotami takimi jak włazy studzienek kanalizacyjnych czy przeciwnicy złapani w sieć.
Udane ataki napełniają „skupienie” postaci, które można wykorzystać do częściowego zregenerowania zdrowia, jak również do wyprowadzania specjalnych ataków wykańczających, szybko powalających przeciwników. Spider-Man dysponuje „pajęczym zmysłem” wizualizowanym przez białą ikonkę przy głowie postaci, sygnalizującej nadchodzący atak, którego można uniknąć – skuteczne uchylanie się przed nim tuż przed ciosem pozwala na szybką kontrę z wykorzystaniem sieci. Niektórych przeciwników przed powaleniem należy osłabić w określony sposób, np. tych posługujących się bronią do walki wręcz trzeba wyrzucić w powietrze, a tarczowników zaatakować od tyłu. Wrogowie wyposażeni w bicze mogą ściągnąć Spider-Mana na ziemię, a ich ataki należy skutecznie kontrować. Wśród innych rodzajów przeciwników znajdują się również ciężkozbrojni, osiłki i latający, wykorzystujący do tego jetpacki.
Spider-Man w walce może posiłkować się wieloma gadżetami, w tym chociażby siecią elektryczną, ładunkami ogłuszającymi czy siecią odrzucającą przeciwników do tyłu, przez co mogą oni przykleić się do pobliskich powierzchni. Kolejne gadżety odblokowywane są wraz z postępami w grze, a dostęp do nich uzyskać można z poziomu menu kołowego. Postać odblokować i założyć może jeden z kilkudziesięciu kostiumów – kilka zostało stworzonych na potrzeby gry, większość jednak nawiązuje do wyglądu Spider-Mana z różnych komiksów, filmów czy seriali animowanych. Wiele z nich oferuje dodatkowe umiejętności wspomagające w walce, np. szybsze zdobywanie skupienia, zmniejszenie grawitacji, lepsze skradanie się, zwiększenie odporności czy wypuszczenie impulsu elektromagnetycznego wyłączającego broń przeciwników. Po odblokowaniu kostiumy i moce można swobodnie łączyć ze sobą. Jeżeli postać musi bądź chce pozostać niezauważona, przemieszcza się cicho po lokalizacji, neutralizując przeciwników przy użyciu gadżetów bądź sieci. Zdobywanie kolejnych poziomów doświadczenia pozwala odblokowywać nowe umiejętności w jednej z trzech specjalizacji – walce naziemnej, walce w powietrzu bądź skuteczności przemieszczania się.
Kostiumy, modyfikacje, gadżety i ulepszenia do nich nabyć można za walutę nazywaną żetonami, zdobywanymi za wykonywanie określonych celów. Przedmiot odblokować można za określoną liczbę żetonów danego rodzaju: „żetonów wyzwań”, zdobywanych za wykonywanie zadań Taskmastera sprawdzających szybkość i skuteczność postaci w walce, skradaniu i przemieszczaniu się; „plecaków”, za znajdowanie plecaków poukrywanych dawniej przez Spider-Mana, a zawierających pamiątki z przeszłości; „badań”, za wykonywanie badań w stacjach badawczych, minigier naukowych oraz łapanie gołębi; „przestępstw”, za rozprawienie się z przestępcami dokonujących właśnie napadów czy innych aktów przemocy; „baz”, za oczyszczenie wrogich baz z przeciwników; i „żetonów kultowych miejsc”, za robienie zdjęć określonym charakterystycznym miejscom i budynkom w mieście. W grze obecne są również minigry, za których ukończenie postać nagradzana jest punktami doświadczenia i żetonami, np. wymagająca połączenia odpowiednich obwodów w sieci elektrycznej czy odtworzenia określonego wzorca z dostępnych elementów. Po oczyszczeniu sygnału wież radiowych w różnych częściach miasta na mapie zaznaczane są pobliskie znajdźki, zadania i przestępstwa.
Niektóre segmenty gry rozgrywane są z perspektywy Petera Parkera, jego przyjaciółki i byłej dziewczyny Mary Jane Watson bądź znajomego, Milesa Moralesa. Grając Peterem najczęściej rozwiązuje się łamigłówki, podczas gdy segmenty z udziałem Mary Jane i Milesa wymagają skradania się i unikania przeciwników, a wykrycie jednoznaczne jest z ich natychmiastową śmiercią. Pierwotnie w grze dostępne były trzy poziomy trudności: przyjazny (łatwy), niesamowity (normalny) i spektakularny (trudny). W ramach aktualizacji popremierowej dodano również poziom „ostateczny”, zwiększający wytrzymałość przeciwników i zadawane przez nich obrażenia, zmniejszając zarazem te parametry u Spider-Mana, oraz tryb nowej gry plus, pozwalający na rozegranie kampanii fabularnej od nowa, z zachowaniem zdobytych wcześniej kostiumów, mocy, gadżetów i ulepszeń. Wśród ułatwień przystępności znajdują się m.in. możliwość pominięcia minigier i przytrzymania klawisza zamiast miarowego wciskania go, większe napisy oraz automatyczne zaliczanie sekwencji quick time events. W trybie fotograficznym można robić Spider-Manowi zdjęcia, a następnie nakładać na nie rozmaite filtry, ramki czy naklejki. Aparat wykorzystać można również do robienia selfies, kamerą można zaś swobodnie obracać wokół postaci, żeby zrobić jej zdjęcie w akcji.

## Opis

### Świat gry
W grze pojawia się wiele postaci znanych z kart komiksów. Peter Parker jest dwudziestotrzyletnim naukowcem, który zyskał nadludzkie umiejętności po ugryzieniu przez genetycznie zmodyfikowanego pająka. Z czasem zaczął używać ich, żeby chronić mieszkańców miasta, a ci nazwali tajemniczego bohatera „Spider-Manem”. Po ośmiu latach działalności stał się uzdolnionym stróżem prawa, ma jednak problemy z połączeniem życia prywatnego i superbohaterskiego. Partnerują mu jego była dziewczyna i redaktorka dziennika „Daily Bugle” Mary Jane „MJ” Watson oraz kapitan nowojorskiej policji, Yuri Watanabe. W życiu prywatnym wspiera go ciocia May Parker, wolontariuszka w schronisku dla bezdomnych FEAST prowadzonym przez filantropa Martina Li. Peter pracuje u swojego przyjaciela i mentora, szanowanego naukowca doktora Ottona Octaviusa.
Wraz z rozwojem wątku fabularnego Spider-Man poznaje nowe postacie, w tym Milesa Moralesa i jego rodziców, Rio Morales i oficera nowojorskiej policji Jeffersona Davisa; prezesa Oscorpu i burmistrza Nowego Jorku Normana Osborna oraz Silver Sablinovą, przywódczynię prywatnej organizacji paramilitarnej Sable International. Wchodzi również w konflikt z kilkoma superzłoczyńcami, w tym z bossem przestępczego półświatka Wilsonem „Kingpinem” Fiskiem oraz obdarzonymi nadprzyrodzonymi mocami członkami gangu Demonów pracującymi dla Mister Negative’a, mogącego spaczyć innych ludzi dotykiem. Na swojej drodze napotyka również pomniejszych przeciwników, m.in. Maksa „Electro” Dillona, Aleksieja „Rhino” Sicewicza, MacDonalda „Scorpiona” Gargana, Adriana „Vulture’a” Toomesa, Hermana „Shockera” Schultza, Taskmastera, Screwball i Lonniego „Tombstone’a” Lincolna.
Kilka innych postaci znanych z komiksów pojawia się w grze wyłącznie w formie głosów z offu, w tym m.in. rzekomo przebywający na wakacjach w Europie Harry Osborn, przyjaciel Petera i Mary Jane z dzieciństwa, oraz J. Jonah Jameson, prowadzący szkalujący Spider-Mana podcast Tylko fakty. Stan Lee, współtwórca Spider-Mana, pojawia się w roli cameo użyczając głosu kucharzowi w barze szybkiej obsługi.
W grze pojawiają się fikcyjne miejsca znane z komiksów Marvela, w tym wieża Avengerów, ambasady Wakandy i Symkarii, Sanctum Sanctorum, agencje detektywistyczne Nelsona i Murdocka oraz Jessiki Jones, Rand Enterpraises, zajmująca się naprawianiem szkód po superbohaterach firma Damage Control, Roxxon Energy Corporation i budynek Empire State University. Spośród prawdziwych miejsc odwzorowano m.in. Empire State Building, Freedom Tower, Madison Square Garden czy Chrysler Building.

### Fabuła
Po tym, jak Wilson Fisk zostaje ujęty dzięki działaniom Spider-Mana, jego nielegalne przedsięwzięcia zaczyna przejmować gang Demonów. Spider-Man i Mary Jane dowiadują się, że przestępcy poszukują czegoś, co nazywają „oddechem diabła”. Ich atak udaje się udaremnić dzięki pomocy oficera Jeffersona Daviesa, który zostaje odznaczony za bohaterski wyczyn przez ubiegającego się o reelekcję burmistrza Normana Osborna. Ceremonia staje się celem ataku demonów, w wyniku czego ginie Davis i wielu innych uczestników. Peter widzi, jak Martin Lee przemienia się w przywódcę gangu, Mister Negative’a, zostaje jednak powalony i traci przytomność, zanim udaje mu się interweniować. Po ataku Osborn zatrudnia Silver Sablinovą i jej firmę Sable Internetional do wsparcia policji, a Peter zaprzyjaźnia się z synem Davisa, Milesem, przekonując go do wolontariatu w FEAST.

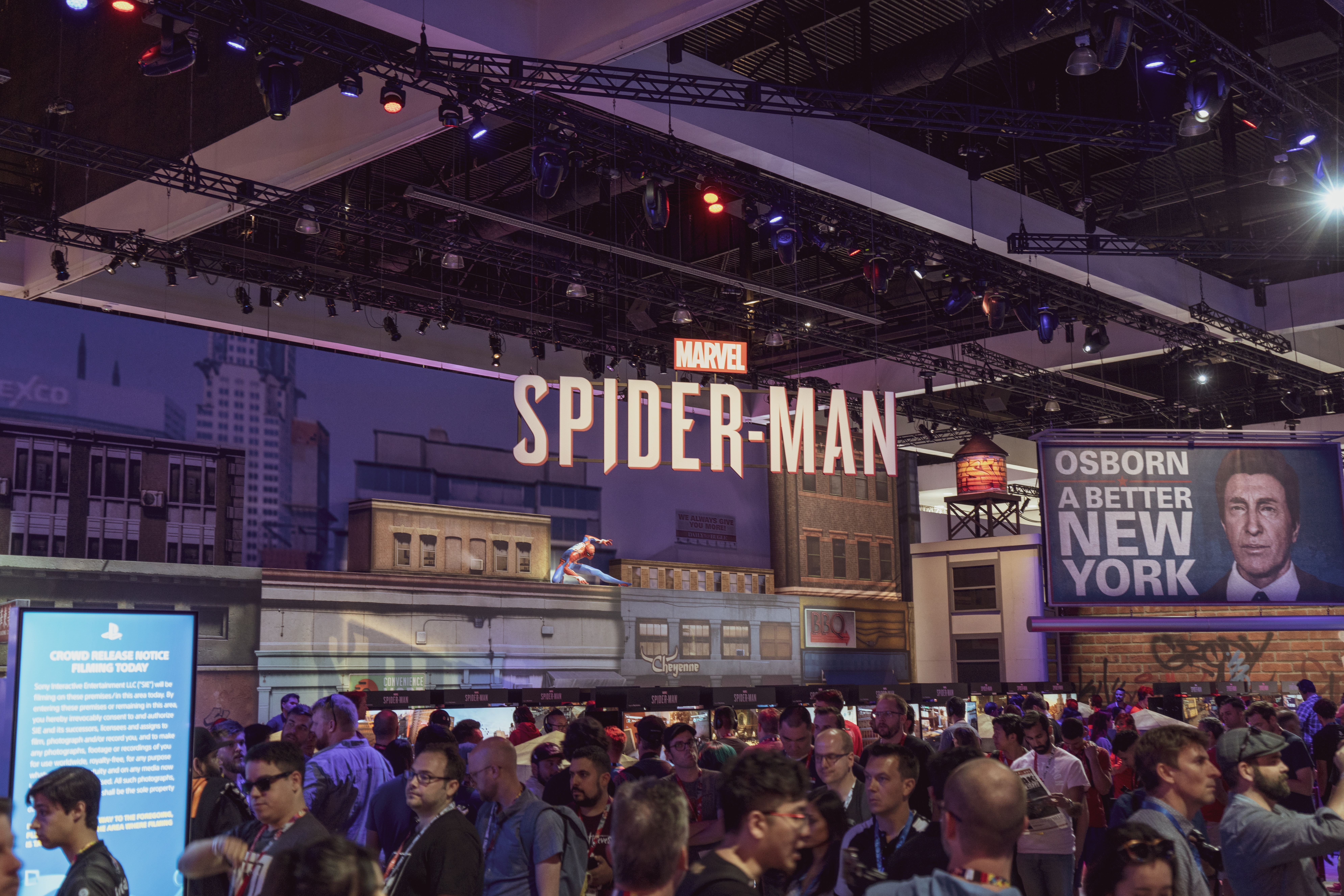
Stoisko gry na targach E3 2018, imitujące pojawiający się w niej Nowy Jork. W tle widoczny Spider-Man i billboard wyborczy Normana Osborna.

Peter i Otto Octavius kontynuują pracę nad zaawansowanym prostetycznym ramieniem, jednak burmistrz wycofuje wsparcie finansowe dla projektu, żeby zmusić Octaviusa do pracy dla swojej megakorporacji, Oscorpu. Poszukując Li Spider-Man dowiaduje się, że oddech diabła jest zabójczą bronią biologiczną stworzoną przez Oscorp jako efekt uboczny badań mających na celu znalezienie leku na choroby genetyczne. Li udaje się odnaleźć i wykraść jedyną próbkę oddechu diabła, grożąc użyciem jej w Nowym Jorku, jeżeli Osborn mu się nie podda. Spider-Manowi i Mary Jane udaje się udaremnić zamach Li, który zostaje osadzony w superwięzieniu Tratwa.
Octavius dostaje obsesji na punkcie stworzenia zaawansowanych kończyn mogących przezwyciężyć ludzkie ograniczenia, co prowadzi do opracowania przez niego mechanicznych macek kontrolowanych przez interfejs neuronowy. Wyjawia Peterowi, że cierpi na chorobę, która niedługo uniemożliwi mu poruszanie się, a mechaniczne kończyny pozwolą mu pracować dalej, kiedy jego ciało zawiedzie. Peter ostrzega doktora, że zastosowany przez niego interfejs może wpłynąć na jego umysł i osobowość. Octavius, wściekły na Osborna, kontynuuje prace nad kończynami w tajemnicy. Kiedy dochodzi do ucieczki więźniów z Tratwy, wśród zbiegów znajdują się jedni z największych przeciwników Spider-Mana – Li, Electro, Vulture, Rhino i Scorpion – którym udaje się go unieszkodliwić i porwać. Przekazują go Octaviusowi, posługującego się pseudonimem „Doktor Octopus”, który ostrzega go, żeby nie mieszał się do jego spraw, dopóki nie zdobędzie oddechu diabła i nie użyje go na Times Square. Wskutek użycia broni biologicznej wielu nowojorczyków, w tym May, zaczyna chorować, a kiedy miasto pogrąża się w chaosie, zostaje zaatakowane przez Octaviusa i pozostałych superzłoczyńców. Osborn wprowadza stan wojenny, a winą za incydent obarcza Spider-Mana, który staje się poszukiwanym.
Spider-Man sukcesywnie eliminuje kolejnych złoczyńców. Mary Jane udaje się dostać do penthouse’u Osborna, w którym odkrywa, że oddech diabła powstał jako lekarstwo dla śmiertelnie chorego syna burmistrza, Harry’ego. Li w dzieciństwie był obiektem testowym środka, jednak w wyniku eksplozji energii, dzięki której zyskał nadprzyrodzone moce, zginęli jego rodzice, co spowodowało w nim nienawiść do Osborna. Mary Jane dowiaduje się również, że antidotum na oddech diabła zostało skradzione przez Li. Spider-Manowi udaje się je odzyskać, zostaje jednak pokonany przez Octaviusa, który zabiera je i Osborna. Kiedy Peter dochodzi do siebie, Miles zostaje ugryziony przez genetycznie zmodyfikowanego pająka, którego Mary Jane nieświadomie przyniosła z penthouse’u Osborna.
Ranny Peter tworzy dla siebie opancerzony kostium i konfrontuje się z Octaviusem, ratując Osborna. Octavius wyjawia, że zna prawdziwą tożsamość Spider-Mana. Ten pokonuje go i pozostawia policji. Kiedy Peter zostaje zmuszony do podjęcia wyboru, czy wykorzystać jedyną dawkę antidotum na uratowanie May, czy przeznaczyć ją na stworzenie szczepionki dla wszystkich, decyduje się na tę drugą opcję. May na łożu śmierci wyznaje, że zna jego sekretną tożsamość i mówi, że jest z niego dumna.
Po trzech miesiącach Nowy Jork powrócił do normalności, a Peter i Mary Jane ponownie zeszli się ze sobą. Miles przyznaje Peterowi, że nabył pajęcze moce, przez co ten wyjawia mu swoją prawdziwą tożsamość i zaczyna go szkolić. Osborn, który został zmuszony do ustąpienia ze stanowiska burmistrza, wchodzi do tajnego laboratorium, w którym w czarnej, podobnej do pajęczej sieci substancji – będącej w rzeczywistości Venomem – w stanie hipostazy przetrzymywany jest Harry.

## Produkcja
Pomysł na grę narodził się po spotkaniu Connie Booth, wicedyrektor ds. rozwoju produktu w Sony Interactive Entertainment, z prezesem Insomniac Games, Tedem Price’em. Studio wypuściło niedługo wcześniej przeznaczoną wyłącznie na Xboksa One grę Sunset Overdrive, a ze względu na brak formalnego zawarcia umowy pomiędzy Sony a Insomniac, rozmowy na temat nowej gry prowadzone były nieoficjalnie. Podczas spotkania Booth zaproponowała stworzenie gry bazującej na licencji Marvel Comics, na co Price miał udzielić „na wskroś neutralnej” odpowiedzi; studio pracowało wcześniej wyłącznie nad własnymi markami, jednak pracownicy wyrazili się na temat takiej współpracy bardzo pozytywnie.
Projekt oznaczał zmianę w strategii tworzenia gier opartych na komiksach Marvela. Jay Ong, starszy wiceprezes Marvel Games, stwierdził, że wcześniej Marvel wydawał jedynie gry powiązane bezpośrednio z filmami bazującymi na ich komiksach, co sprawiało, że producenci nie mieli czasu na stworzenie produktu odpowiednio wysokiej jakości. Od 2000 roku za gry ze Spider-Manem odpowiedzialne było Activision; Ong zdradził, że umowa ta została zakończona, a za kolejne gry odpowiedzialne będą Sony i Insomniac. Marvel nie chciał, żeby gra była oparta na istniejącym już utworze – ani filmie, ani komiksie – i pozwolił studiu wybrać postać, o której stworzą grę. Twórcy zdecydowali się na Spider-Mana, twierdząc, że podoba im się dynamika pomiędzy bohaterskim Spider-Manem a jego codziennym alter ego.
Reżyser gry, Bryan Intihar, stwierdził: „Mam wrażenie, że to bohater, z którym można się najbardziej zżyć. Chociaż uwielbiam Tony’ego Starka, to trudno jest identyfikować się z multimiliarderem. Uwielbiam Thora, ale trudno identyfikować się z bogiem. Peter popełnia błędy, jego kariera, relacje i rodzina to ciąg wzlotów i upadków. Wydaje mi się, że z kimś takim każdy może się identyfikować”. Price stwierdził: „Jest ludzki i można się z nim utożsamiać. A poza tym, zdaje się, to najpopularniejsza na świecie postać Marvela”. Wskazał również na aspekty techniczne: na potrzeby Sunset Overdrive stworzony został dynamiczny system przemieszczania się, którego studio mogło użyć jako bazy do gry o Spider-Manie. Była to pierwsza w dwudziestodwuletniej historii studia gra stworzona na licencji. Pomimo początkowej ekscytacji, twórcy w pewnym momencie uznali projekt za przytłaczający ze względu na popularność postaci, jak również liczne jej wersje i historie. Dyrektor artystyczna Jacinda Chew uznała, że bogate tło fabularne jest plusem, a wiedzę o postaci konsultowała z pracownikami Marvela i w Internecie.
Gra została stworzona na autorskim silniku, napisanym przez Insomniac na potrzeby Sunset Overdrive, a następnie zaktualizowanym m.in. o wsparcie rozdzielczości 4K i HDR podczas prac nad Ratchetem & Clankiem (2016). Prace nad nią zostały ogłoszone w czerwcu 2016 podczas konferencji prasowej Sony na targach Electronic Entertainment Expo. 30 lipca 2018, po około czterech latach produkcji, została ukończona i wysłana do tłoczni. Studio odmówiło potwierdzenia, że w planach znajduje się kontynuacja, a Intihar stwierdził, że twórcy chcieli, żeby fani zastanawiali się, czy takowa powstanie. Dodało również, że chcą utrzymać zaangażowanie graczy, wypuszczając trylogię dodatków Miasto, które nie śpi, rozgrywających się po zakończeniu głównego wątku fabularnego.

### Scenariusz i postacie

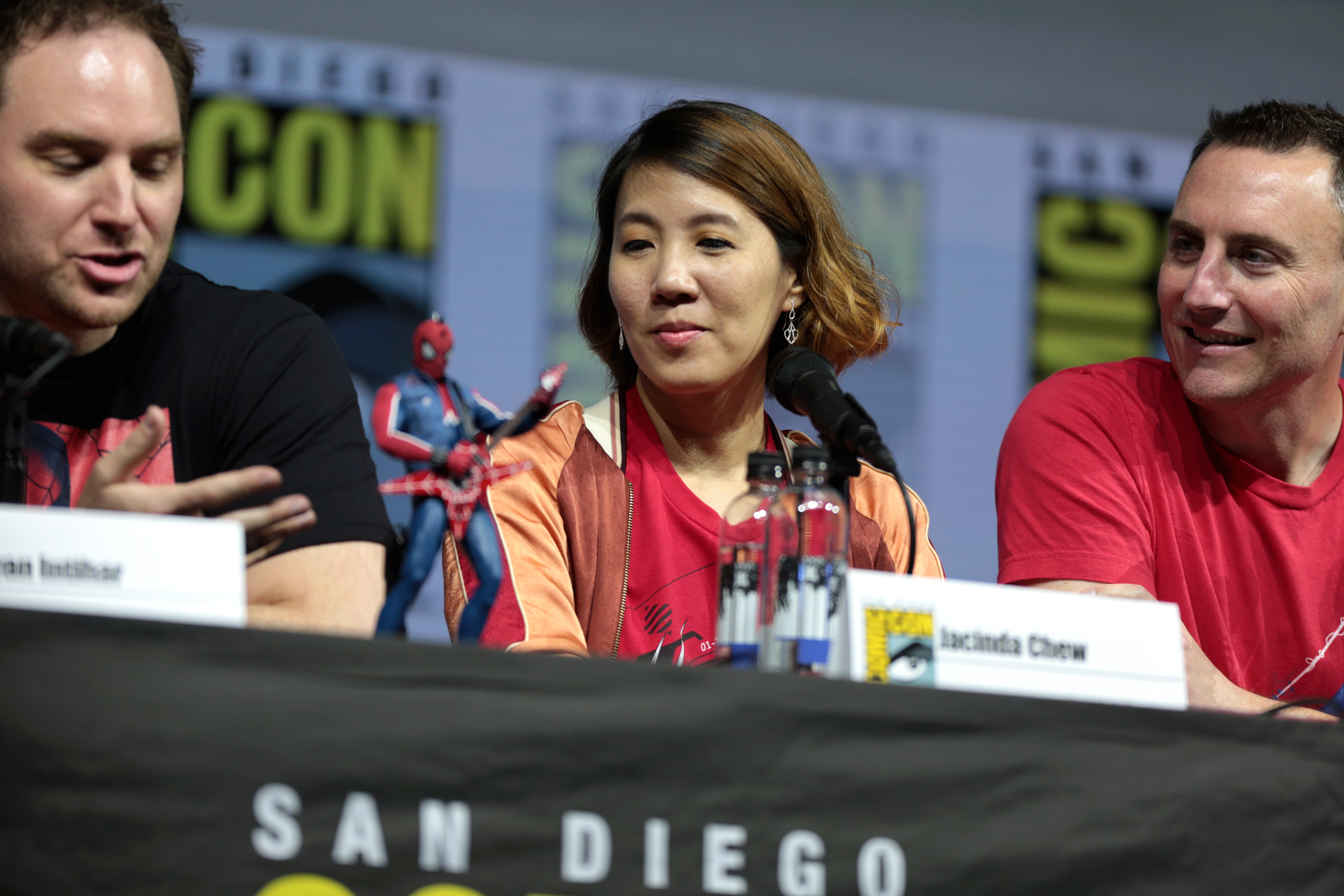
Od lewej: dyrektor kreatywny Bryan Intihar, dyrektor artystyczna Jacinda Chew i główny scenarzysta Jon Paquette podczas panelu na San Diego Comic-Con 2018.

Intihar pracował z zespołem scenarzystów, żeby stworzyć oryginalną wersję Spider-Mana, pozostającą jednak w zgodzie z pierwowzorem. Głównym scenarzystą gry był Jon Paquette, do jego zespołu należeli Ben Arfman i Kelsey Beachum, a wspomagali ich scenarzyści komiksów Christos Gage i Dan Slott. Insomniac sprawdził różne wersje Spider-Mana, żeby zrozumieć i wyodrębnić elementy czyniące opowieść o tym bohaterze interesującą, Paquette nie chciał jednak czerpać zbyt wiele z jakiegokolwiek wcielenia tej postaci. Twórcy stwierdzili, że ilekroć Spider-Man wygrywa, przegrywa Peter Parker, i na odwrót. Intihar stwierdził, że gra od samego początku napisana została w taki sposób, żeby obie te postacie były równie ważne. Zespół nie chciał przedstawiać po raz kolejny genezy tego superbohatera, zakładając, że jest ona powszechnie znana.
W Spider-Mana wcielił się Yuri Lowenthal, odtwarzając tę postać również podczas sesji performance capture. Aktor, pracując z reżyserem dubbingu Krisem Zimmermanem, próbował mówić łagodniejszym głosem jako Peter i bardziej pewnym siebie jako Spider-Man, stwierdził jednak, że nie powinny one różnić się od siebie drastycznie, poświęcił więc sporo czasu i prób na znalezienie odpowiedniej równowagi. Na obsadzenie Lowenthala nalegał Paquette, ponieważ ufał jego zdolnościom aktorskim. Poszczególne kwestie dialogowe Spider-Mana wypowiadane w otwartym świecie, poza wyreżyserowanymi scenkami, nagrano w kilku wersjach, a odtwarzane były w zależności od tego, czy postać zachowuje się spokojnie (np. idzie chodnikiem), czy wykonuje jakąś aktywność fizyczną (np. walczy albo buja się na sieci). Jeżeli w trakcie rozmowy Spider-Man przejdzie ze „stanu spokojnego” do „stanu akcji” bądź na odwrót, dialogi zmieniają się w locie, dostosowując do sytuacji. Podczas prac nad grą Lowenthal pracował z dwoma kaskaderami.
Relacja Petera z Ottonem Octaviusem wynikała z chęci umieszczenia go w pracy, w której mógłby wykazać się inteligencją. Twórcy rozważali, w jaki sposób można uczynić pracę interesującą, z czego narodził się pomysł, żeby Peter był częściowo odpowiedzialny za narodziny jednego ze swoich największych arcywrogów. Paquette’owi zależało na podkreśleniu ich relacji, stąd naukowiec przedstawiony został jako postać tragiczna, zachowująca jednak optymizm i będąca mentorem Petera, zamiast jako megaloman, jak w innych utworach o Spider-Manie. Paquette chciał odpowiednio zarysować ich przyjaźń, żeby przemiana Octaviusa w Doktora Octopusa była bardziej znacząca. Chew sprawdziła, jak Otto był przedstawiany w starszych komiksach – zarówno pod względem charakteru, jak i projektu – zauważając, że powtarzającymi się elementami były fryzura na grzybka i zielone okulary; studio postanowiło jednak zmodernizować jego wygląd i zachowanie, przedstawiając go jako łysiejącego nudziarza. Intihar stwierdził, że Octavius i Parker są pod wieloma względami swoimi odbiciami, zwłaszcza w kwestii inteligencji i współczucia.
Rozważając związek Petera z Mary Jane Watson, scenarzyści chcieli podkreślić, że dysponuje ona umiejętnościami, dzięki którym sama może być bohaterką, co miało zmusić Petera do zaakceptowania, że nie musi jej niańczyć, a ona nie musi polegać na innych. Arfaman stwierdził, że Mary Jane była postacią, którą najlepiej mu się pisało, a fakt, że pracuje jako dziennikarka, pozwolił jej na samodzielność, a zarazem na bycie aktywną współpracowniczką Spider-Mana. Kiedy postanowiono, że w grze przedstawiony zostanie starszy Peter Parker, wprowadzono do niej nastoletniego Milesa Moralesa, z którym mogliby identyfikować się młodsi gracze. Śmierć cioci May pod koniec gry uznano za ważny krok na drodze do rozwoju postaci Petera, a zarazem znaczące wyzwanie ze względu na rolę, jaką postać ta odgrywa w legendarium Spider-Mana. Marvel początkowo sprzeciwił się uśmierceniu May, zmienił jednak zdanie wraz z postępami w produkcji gry.
Na początku gry May mówi Peterowi, że jest tylko człowiekiem; według Parquette’a doradzała mu, żeby nie brał zbyt dużo na siebie i przyjął pomoc od innych. Pod koniec Peter akceptuje pomoc Mary Jane i Milesa, chociaż w tym momencie jest już za późno i nie może uratować wszystkich, przez co staje przed „niemożliwym wyborem”. Paquette określa to jako heroiczne poświęcenie ujawniające, jaki naprawdę jest Peter i na czym naprawdę mu zależy. Śmierć May miała być odbiciem śmierci wujka Bena, który zginął przez samolubną decyzję Petera – May umiera, ponieważ podjął decyzję całkowicie bezinteresowną, przez co Peter czuje się winny. Słodko-gorzka, ale szczęśliwsza scena z Peterem i Mary Jane została dodana na końcu, żeby gra miała bardziej pozytywny wydźwięk. Kapitan policji Yuri Watanabe napisana została jako bratnia dusza, dzieląca ze Spider-Manem poczucie odpowiedzialności za bezpieczeństwo miasta i jego mieszkańców bez względu na koszty osobiste.
Paquette określił Mister Negative’a jako bohatera swojej własnej historii. Geneza jego powstania miała nadać cel zarówno Normanowi Osbornowi, dopuszczającemu się haniebnych czynów żeby ocalić swojego syna, jak i Ottonowi. Martin Li, alter ego Negative’a, celowo został umieszczony w życiu Parkerów, żeby dodatkowo skomplikować życie Petera. Wiele szykan J. Jonah Jamesona pod adresem Spider-Mana napisanych zostało przez Gage’a, który utożsamiał się z byciem zrzędliwym mężczyzną w średnim wieku. Gage stwierdził, że chociaż w podcaście prowadzący bezustannie obwinia Spider-Mana za wszystko, to Tylko fakty pozwalają graczowi poznać opinie nowojorczyków na temat superbohatera oraz najnowsze informacje z miasta. Silver Sablinova została dodana do gry, żeby podbić napięcie, kiedy sytuacja w Nowym Jorku przybiera nieciekawy obrót. Wiadomości pojawiające się w mediach społecznościowych napisane zostały przez pracowników Insomniac i działu kontroli jakości Sony.

### Projekt
Żeby oddać rozległy obszar Nowego Jorku, mapa podzielona została na osiemset kwadratowych sekcji, z których każda odpowiadała ok. 128 m². Kiedy Spider-Man porusza się w danym kierunku, niewidoczne kwadraty są usuwane z pamięci i zastępowane przez te znajdujące się w polu jego widzenia. Główny architekt Mike Fitzgerald ujawnił, że kiedy postać porusza się z maksymalną prędkością, nowy kwadrat ładowany jest co sekundę. Bujanie się na pajęczynie miało sprawiać przyjemność, postanowiono jednak, że w tym celu nie może być ono przesadnie realistyczne pod względem fizyki. Twórcy połączyli ruchy kamery, animacje postaci i pole widzenia, żeby poruszanie się sprawiało wrażenie bardziej widowiskowego. Żeby postać mogła bujać się na sieci, każde jej włókno musi dotykać fizycznego obiektu. Budynki i inne elementy składają się z wielu punktów zaczepienia – kiedy gracz wystrzeliwuje sieć, gra wyszukuje najlepszy z nich, żeby zachować pęd i kierunek. Dla każdej postaci stworzono wysokiej jakości model, składający się z około sześćdziesięciu tysięcy wierzchołków, wykorzystywany przy zbliżeniach, w przerywnikach filmowych i oskryptowanych sekwencjach. Na finałowego bossa składa się milion wielokątów, co było wówczas największą liczbą, jaką studio wykorzystało do wygenerowania postaci.
Insomniac chciało unowocześnić strój Spider-Mana, a zarazem oddać hołd oryginalnemu twórcy tej postaci, Steve’owi Ditce. Na nowy strój składa się duży biały symbol pająka wzdłuż torsu, rękawiczki w stylu rękawic rycerskich i buty wyglądem przypominające sportowe zamiast do kolan. Według Chew celem projektu było stworzenie ubioru, który w 2018 roku nosiłby „dwudziestotrzyletni nowojorczyk chcący być superbohaterem”. Do tradycyjnej czerwono-niebieskiej kolorystyki stroju postaci dodano biel. Chew porównała go do odzieży ściśle przylegającej do ciała i stwierdziła, że każdy kolor to inny materiał. Niebieski jest najbardziej rozciągliwy, występuje więc na częściach ciała, od których zależy zwinność postaci, jak kończyny. Czerwony również jest rozciągliwy, ale grubszy, mając chronić przed zadrapaniami i otarciami, a biały przypomina włókno węglowe, zapewniając największą ochronę, dlatego znajduje się na klatce piersiowej, rękach i stopach. W każdym stroju znajduje się zaprojektowana z myślą o nim wyrzutnia sieci. W odróżnieniu od innych utworów o Spider-Manie, w których Mary Jane była modelką albo właścicielką klubu nocnego, w grze jest obiecującą dziennikarką noszącą stylowe ubrania mające nawiązywać do jej historii w modelingu. Chew dodała, że starano się, żeby postacie kobiece w grze miały różne figury i budowę ciała. Mister Negative początkowo miał być młodym buntownikiem noszącym skórzaną kurtkę i okulary słoneczne, jednak w miarę postępów prac nad scenariuszem postanowiono wprowadzić zmiany mające lepiej odzwierciedlać jego naturę. Ostatecznie nosi on czarno-biały garnitur mający oddawać zarówno jego ludzką, jak i negatywną osobowość.
Trzeci akt gry, rozgrywający się po ucieczce więźniów z Tratwy, miał był początkowo dłuższy, planowano dodać w nim m.in. osobną walkę z Vulture’em i Electro. Intihar stwierdził, że gra w takiej formie nie sprawdzała się tak, jak należy, wobec czego konieczne było wycięcie części zawartości, co było jednak dla twórców trudne, bo stało w sprzeczności z ich pierwotną wizją. Jeden z pracowników studia zasugerował, żeby połączyć walkę z Vulture’em i Electro w jedną, tworząc krótką demonstrację prezentującą, jak może prezentować się ona jako starcie w powietrzu, i w takiej formie trafiła ostatecznie do gry.

### Muzyka
Muzykę do gry napisał John Paesano, który pracował przy projekcie przez ponad dwa lata, zaczynając już na etapie pisania scenariusza. Jego zamiarem było skomponowanie muzyki mającej własny charakter i tworzącej filmowy klimat, a nie tylko odtwarzanej w tle i niezauważalnej. Motyw przewodni został ukończony w około dwa miesiące, następnie został podzielony na partytury dla różnych postaci. Chociaż Paesano inspirował się muzyką do innych utworów audiowizualnych o Spider-Manie, starał się oddać starszy wiek postaci, dodając do swojej ścieżki dźwiękowej nieco więcej powagi. Celował w to, żeby napisać ją bardziej z perspektywy Petera Parkera niż Spider-Mana, co miało bardziej podkreślić ludzką stronę postaci zamiast jej superbohaterskości. Chciał, żeby muzyka była prosta i łatwo rozpoznawalna; w wielu przypadkach wykorzystywał ten sam motyw Spider-Mana/Petera Parkera, ale modyfikowany przez inną aranżację i rozpisanie na inne instrumenty. Chciał uniknąć sytuacji, którą zaobserwował w Filmowym Uniwersum Marvela, gdzie motywy przewodnie poszczególnych postaci stawały się nieodróżnialne od innych. Motyw główny przeplatany jest również motywami złoczyńców, co ma przypominać odbiorcom, że są oni nierozłączną częścią historii Petera; technikę ten Paesano porównał do kompozycji Johna Williamsa z Gwiezdnych wojen.

## Dystrybucja

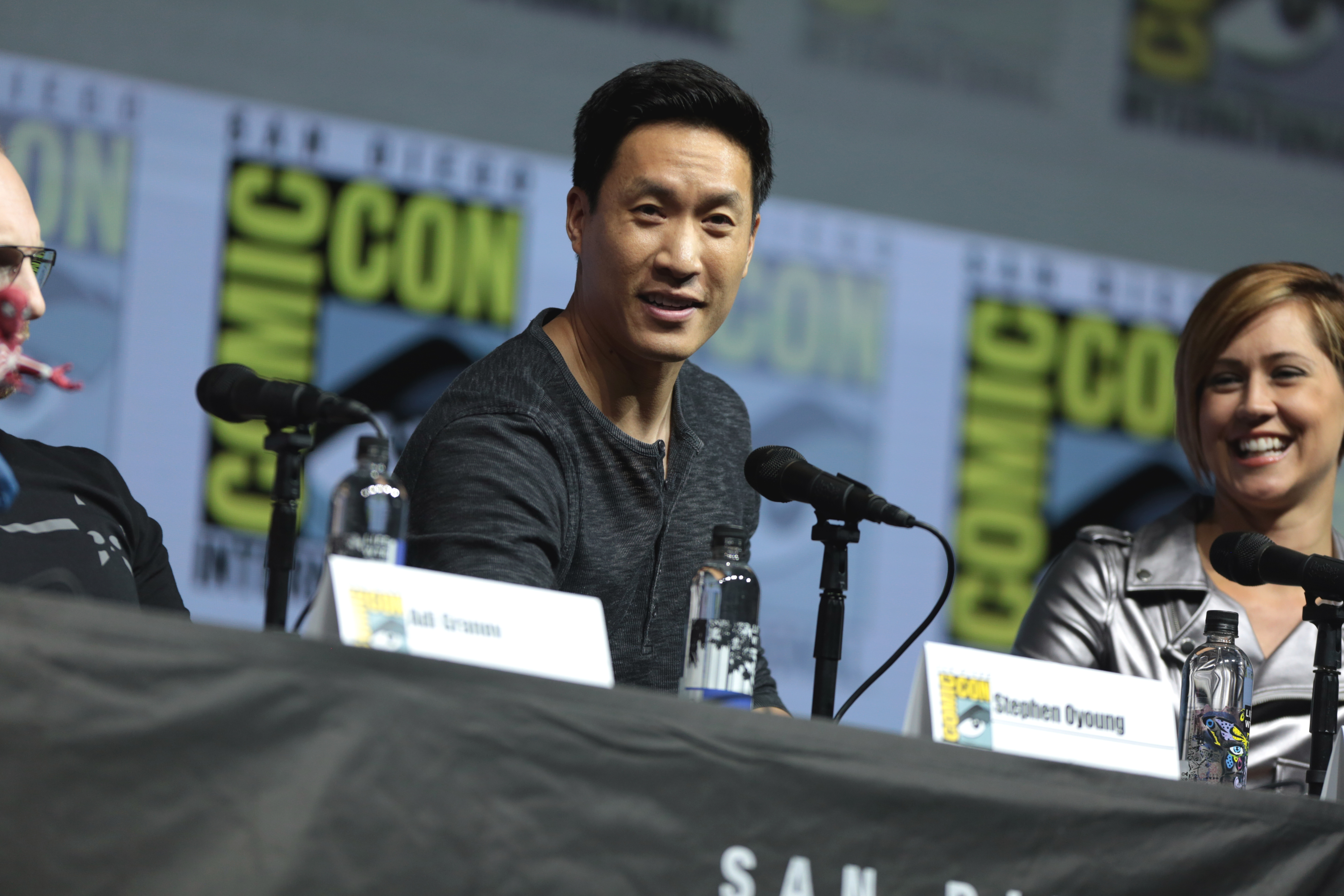
Stephen Oyoung, aktor dubbingujący Mr. Nrgative’a, podczas promocji gry na San Diego Comic-Con 2018.

Premiera gry odbyła się 7 września 2018 roku, początkowo był to tytuł przeznaczony wyłącznie na konsolę PlayStation 4 i nie planowano wydawać go na innych platformach. Osoby, które zakupiły Spider-Mana w przedsprzedaży otrzymywały natychmiastowy dostęp do określonych elementów cyfrowych: alternatywnych kostiumów dla postaci, punktów umiejętności, spider-drona oraz motywu ozdobnego i awataru użytkownika do wykorzystania na konsoli. W sprzedaży dostępne były również wydania specjalne. Digital Deluxe zawierała przepustkę sezonową na kolejne epizody Miasta, które nie śpi, a w przedsprzedaży w Stanach Zjednoczonych i Kanadzie dodatkowo limitowaną przypinkę. W edycji kolekcjonerskiej znalazło się Miasto, które nie śpi, steelbook, artbook z grafikami koncepcyjnymi i nieprezentowanymi wcześniej rysunkami, naklejkę oraz figurkę Spider-Mana stworzoną przez firmę Gentle Giant. Sony wprowadziło do sprzedaży również limitowaną wersję konsoli PlayStation 4 Pro – czerwoną z logo Spider-Mana, sprzedawaną w pakiecie z podstawową wersją gry. 28 sierpnia ukazał się Spider-Man: Edycja gry roku, zawierająca grę wraz z Miastem, które nie śpi.
Gra promowana była przez wydawcę w różnych mediach. W przerwie reklamowej podczas rozpoczęcia sezonu NFL w 2018, które oglądało około 19,5 mln widzów, wyemitowano dziewięćdziesięciosekundową reklamę Be Greater przedstawiającą walkę Spider-Mana z Rhino i Scorpionem. Eric Lempel, prezes Sony ds. marketingu, przyznał, że była to najdroższa reklama, jaką firma kiedykolwiek wyemitowała. Stworzono również szereg reklam przedstawiających cechy gry, których narratorami były postacie z niej, w tym m.in. J. Jonah Jameson, a na okładce „Game Informera” pojawiła się ilustracja Aleksa Rossa, znanego autora okładek komiksów. Po nowojorskim metrze kursował pociąg w całości pokryty materiałami promocyjnymi z gry, w tym pełnowymiarową reklamą na zewnątrz, a wewnątrz do Spider-Mana nawiązywały krzesła i plakaty oraz reklamy „Daily Bugle”. Tuż przed premierą część fanów wyraziła się krytycznie o marketingu gry na podstawie porównania wczesnej jej zapowiedzi do tej przedpremierowej. W obu przedstawiono tę samą scenę, jednak w nowszej zauważono, że widoczne na ekranie kałuże są mniejsze, przez co twórców oskarżono o pogorszenie oprawy graficznej. James Stevenson, dyrektor ds. kontaktów ze społecznością w Insomniac, odpowiedział, że nic takiego nie miało miejsca, a kałuże sprawiają wrażenie mniejszych ze względu na inaczej padające światło. Studio wyśmiało w późniejszym czasie krytykę, dodając do trybu fotograficznego naklejki z kałużą. W ramach easter eggu w grze znalazł się szyld z pytaniem „Maddie, wyjdziesz za mnie?” umieszczony przez twórców na prośbę jednego z fanów, chcącego w ten sposób oświadczyć się dziewczynie. Para rozstała się na krótko przed premierą gry, wobec czego Jacinda Chew zaproponowała fanowi usunięcie szyldu, ten stwierdził jednak, że woli, żeby został, dzięki czemu być może ktoś inny będzie mógł się oświadczyć.

### Komiksy i gadżety promocyjne
Wydawnictwo Titan Books wydało książki powiązane z grą. Pierwsza z nich, Spider-Man: Hostile Takeover Davida Lissa, miała premierę 21 sierpnia 2018. Opowiada o konflikcie Spider-Mana z Kingpinem, który próbuje szantażować burmistrza Osborna, żeby uczynił go osobą odpowiedzialną za finanse miasta, oraz o zakończeniu związku Petera i Mary Jane, spowodowanego nadopiekuńczością chłopaka. Zostaje w niej wprowadzona również przedstawiona w grze wersja Echo – głuchej mistrzyni sztuk walki sprzymierzającej się ze Spider-Manem – oraz Blood Spider, dołączający do Kingpina złoczyńca zyskujący nadludzkie umiejętności dzięki Oscorpowi. Druga książka, Marvel’s Spider-Man: The Art of the Game, została napisana przez Paula Daviesa i zawiera pochodzące z gry grafiki koncepcyjne, schematy i projekty.
Spider-Man z gry pojawił się w komiksie Gage’a Spidergedon z 2018, będącym kontynuacją jego Spiderversum (2014), w którym spotykają się wersje tej postaci z różnych rzeczywistości Marvela. W numerze zerowym, wydanym 26 września 2018, Superior Spider-Man (Otto Octavius w ciele Petera Parkera z alternatywnego uniwersum) dociera na Ziemię z gry, żeby zwerbować pojawiającego się w niej Spider-Mana. Akcja Spidergedonu rozgrywa się kilka miesięcy po finale gry, a okładki do poszczególnych zeszytów stworzyli graficy z Insomniac. W marcu 2019 ukazała się sześciozeszytowa miniseria Spider-Man: City at War opisująca wydarzenia z gry, dodająca jednak kilka nowych wątków. Została wydana przez Marvela, scenariusz do niej napisał Dannis Hopeless, za rysunki odpowiadał Michelle Bandini, a alternatywne okładki zaprojektowali Clayton Crain, David Nakayama, Gerardo Sandoval i Adi Granov. Druga miniseria, Spider-Man: Velocity, ukazała się w sierpniu 2019. Scenarzystą ponownie był Hopeless, grafikiem Emilio Laiso, a jej akcja rozgrywa się po wydarzeniach z gry, przedstawiając starcie Spider-Mana z superzłoczyńską Swarmem oraz pracę Mary Jane jako reporterki terenowej dla Bena Ulricha. Trzecia miniseria, Spider-Man: The Black Cat Strikes (styczeń 2020), ze scenariuszem Hopelessa i rysunkami Luki Mareski, odtwarza wydarzenia z Miasta, które nie śpi, rozwijając wątek związku Spider-Mana z Black Cat.
W 2019 Diamond Select Toys wydało dwudziestopięciocentymetrową figurkę z gry przedstawiającą Spider-Mana w kostiumie Spider-Punka, z gitarą i dronem, z kolei Sideshow Collectibles tę samą w skali 1:6. Firma Funko wypuściła różne figurki (popy) z postaciami z gry oraz w różnych ich wariantach wyglądu. Zaawansowany kostium z gry pojawił się w filmie Spider-Man: Uniwersum wraz z innymi zbieranymi w nim przez Petera Parkera z uniwersum Milesa Moralesa.

### Zawartość do pobrania
Po premierze gra rozwijana była przez trzy fabularne dodatki, wydane zbiorczo pod tytułem Miasto, które nie śpi. Każdy epizod zawierał nową misję fabularną, wyzwania Screwball, przeciwników i trofea. W dodatkach wprowadzone zostają nowe postacie, w tym m.in. mistrzyni złodziejstwa i była dziewczyna Spider-Mana Felicia „Black Cat” Hardy, jej ojciec Walter Hardy oraz boss mafijnej rodziny Maggii Joseph „Hammerhead” Martello.
Pierwszy epizod, The Heist, wydano 23 października 2018. Jego fabuła rozgrywa się kilka miesięcy po finale gry, a koncentruje się na powrocie Black Cat do Nowego Jorku, żeby dokonać zuchwałej kradzieży, przez co Spider-Man wchodzi w zatarg z mafijnymi rodzinami Maggii. Drugi epizod, Turf Wars (20 listopada), opowiada o staraniach Spider-Mana i Yuri mających na celu powstrzymanie Hammerheada przed przejęciem kontroli nad wszystkimi rodzinami Maggii, co pozwoliłoby mu zawładnąć miastem. W ostatnim, Silver Lining (21 grudnia), Silver Sable wraca do Nowego Jorku, żeby odzyskać technologię skradzioną jej przez Maggię. Sprzymierza się ze Spider-Manem, żeby stawić czoła Hammerheadowi, który wykorzystał jej technologię, żeby stać się niezniszczalnym.
Miasto, które nie śpi wymaga do działania podstawowej wersji gry, a dostęp do poszczególnych epizodów można uzyskać z jej menu głównego. Każda historia rozgrywa się w osobnej instancji Nowego Jorku, niepowiązanej z główną grą. Zamiast przypadkowo dobranych przestępstw z podstawowej wersji gry, w dodatkach wprowadzono związane z Maggią, w tym jej kryjówki, miejsca zbrodni i przestępstwa w toku. W Turf Wars i Silver Lining mafia korzysta z technologii skradzionej Sable International, żeby wzmocnić swoje zdolności bojowe, w związku z czym pojawiają się w nich nowe rodzaje przeciwników, w tym gangsterzy z kartaczownicami czy jetpackami.
Wiele aktywności pobocznych w dodatkach koncentruje się na wyzwaniach przestępczyni Screwball, takich jak pokonywanie przeciwników na wyznaczonych obszarach w celu zdobycia punktów czy pokonywanie wrogów przy użyciu określonych gadżetów. Wśród innych czynności znajduje się m.in. znajdowanie dzieł sztuki skradzionych dawniej i ukrytych w mieście przez Waltera Hardy’ego i znajdowanie bomb ukrytych pod samochodami.
Pakiet dodatków spotkał się z ogólnie pozytywnym przyjęciem ze strony recenzentów. Średnia ocen poszczególnych epizodów w agregatorze recenzji Metacritic wynosi 76/100 dla The Heist, 70/100 dla Turf Wars i 75/100 dla Silver Lining. Część recenzentów uznała The Heist za „fantastyczną kontynuację” podstawowej gry, chwaląc postacie i misje fabularne. Z największą krytyką spotkały się aktywności poboczne – „fajne, ale powtarzalne”. Pakiet uznano za „więcej tego samego”, ale satysfakcjonujący pomimo krótkiego czasu potrzebnego na ukończenie wszystkich trzech epizodów.
W grudniu 2018 w ramach darmowej aktualizacji dodano kostium nawiązujący do filmowej trylogii Sama Raimiego. W styczniu 2019 udostępniono kostium nawiązujący do organizacji Future Foundation z komiksów Marvela oraz do 258. numeru The Amazing Spider-Man (1984), w którym Spider-Man w celu ukrycia swojej tożsamości musi nosić kostium Fantastycznej Czwórki i papierową torbę na głowie. W lipcu 2019 dodano dwa kolejne stroje, nawiązujące do Spider-Mana: Daleko od domu.

### Spider-Man Remastered
Spider-Man Remastered to odświeżony port gry przygotowany z myślą o PlayStation 5, zawierający podstawową grę i darmową zawartość do pobrania, Miasto, które nie śpi, trzy dodatkowe stroje, kolejne trofea i nowe funkcje w trybie fotograficznym. Wśród strojów dla postaci znajduje się ten noszony przez Andrew Garfielda w Niesamowitym Spider-Manie oraz dwa autorskie. Gracze mogą przenieść również zapisy gry z wersji PlayStation 4 na PlayStation 5. Wśród usprawnień związanych z przeniesieniem gry na nowszą konsolę znalazły się m.in. ulepszone tekstury, tryb wydajności i jakości, obsługa dźwięku 3D, haptycznych wibracji kontrolera DualSense i skrócone czasy ładowania. Zmieniono również wygląd Petera Parkera, zastępując dotychczasowy model twarzy postaci ze wzorowanego na Johnie Bubniaku na Bena Jordana, który zdaniem twórców lepiej pasował do mimiki Yuriego Lowenthala.
Marvel’s Spider-Man Remastered wydano na PlayStation 5 12 listopada 2020. Ulepszoną wersję nabyć można było wyłącznie albo jako dodatek do wydania Ultimate Edition gry Spider-Man: Miles Morales, albo w formie płatnej aktualizacji do standardowej wersji gry. 10 grudnia 2021 do Remastered wprowadzono dwa nowe kostiumy, nawiązujące do Spider-Mana: Bez drogi do domu (2021). 12 sierpnia 2022 roku na komputerach osobistych z systemem Microsoft Windows pojawił się port Remastered opracowany we współpracy ze studiem Nixxes Software. Na komputerach odświeżona wersja udostępniana jest jako osobna gra, niewymagająca kupna Milesa Moralesa.

## Odbiór
Według agregatora recenzji Metacritic Spider-Man spotkał się z ogólnie pozytywnym przyjęciem ze strony krytyków. Grę chwalono za rozgrywkę, grafikę, narrację i charakteryzację, krytykowano jednak za nieinteresujący otwarty świat i brak innowacyjności. Recenzenci uznali Spider-Mana za jedną z najlepszych gier o superbohaterach w historii. Mike Minotti z Venture Beat uznał ją za najlepszą grę o Spider-Manie, zaś Andrew Reiner z „Game Informera” stwierdził, że „podobnie jak wcześniej Batman: Arkham Asylum, tak teraz Spider-Man podnosi poprzeczkę dla jednego z najbardziej uwielbianych na świecie bohaterów”.
Krytycy chwalili mechaniki rozgrywki, a ze szczególnym uznaniem spotkało się przemieszczanie za pomocą pajęczych sieci. Josh Harmon, recenzent „Electronic Gaming Monthly” (EGM), stwierdził, że była to usprawniona wersja systemu bazującego na fizyce ze Spider-Mana 2 (2004), z kolei Jason Faulkner z Game Revolution chwalił sposób zachowania prędkości i pędu. Reiner przyznał, że bujanie się na sieci było tak przyjemne, że nigdy nie korzystał z dostępnego w grze systemu szybkiej podróży. Rick Lane z „PC Gamera” uznał, że sterowanie za pomocą klawiatury i myszy w wersji na komputery osobiste było porównywalne, a w niektórych przypadkach nawet lepsze niż przy użycia kontrolera PlayStation.
Walka została doceniona za szybkość i płynność, jak również za szeroki wachlarz gadżetów i elementów środowiska, które postać może wykorzystać przeciwko wrogom. „Game Informer” podkreślił skuteczność i zasadność korzystania w walce z elementów środowiska, a recenzent Game Revolution uznał walkę za jedną z najlepszych, jakich doświadczył w grach komputerowych. Jonathon Dornbush z IGN-u zauważył, że wraz z dostępem do kolejnych umiejętności postać zyskuje w walce szerokie pole do improwizacji. Harmon przyznał, że walka oferuje wiele różnorodnych opcji, ale brakuje jej głębi. Dodał również, że jedynym momentem, kiedy starcia zakłócają płynność gry, to konieczność otwierania menu gadżetów, żeby wybrać któryś z nich. Zarówno Harmon, jak i Edward Tran z GameSpotu porównali system poruszania się do tego z serii Batman: Arkham; Tran dodał, że walka „odpowiednio oddaje akrobatyczną naturę Spidey’ego”. Mike Williams z USGamera stwierdził z kolei, że porównania do Arkham są niesprawiedliwe, ponieważ ze względu na różnorodność i możliwości gadżetów gra różni się nie tylko od serii Arkham series, ale też od innych o Spider-Manie. Za jedyną wadę uznał system automatycznego namierzania, co utrudniało starcia z większą liczbą przeciwników. Dornbush uznał, że sekcje skradankowe idealnie oddają talenty Spider-Mana, w tym jego zamiłowanie do projektowania gadżetów. Harmon uznał je za „trochę płytkie”, ale „nigdy nie nieprzyjemne i rzadko kiedy wymuszone”.
Recenzent IGN-u chwalił „piękne” drapacze chmur, stwierdzając, że „bujając się zarówno o zmierzchu, jak i w ciepłych oranżach wschodzącego słońca odbijających się od szyb miał wrażenie, jak gdyby rozgrywał najbardziej uspokajającą sesję gry od dawna”. Zauważył również, że chociaż twarze postaci pierwszoplanowych zostały bardzo dobrze zanimowane, to w przypadku pomniejszych często są one o wiele gorsze. Leon Hurley z GamesRadar+ uznał Spider-Mana za „pięknie wyglądającą grę”, twierdząc, że „rzadko zdarza się, żeby tak wielki świat cały czas był szczegółowy i dobrze wyglądał”, zaś od dłuższego czasu nie widział nic tak spektakularnego jak finał gry.
Z pozytywnym odbiorem spotkała się również fabuła. Williams uznał ją za największą zaletę gry, chwaląc także obsadę. Hurley zwrócił uwagę, że pojawia się w niej wiele znajomych motywów, ale jednocześnie na tyle dużo nowych pomysłów, żeby utrzymać zainteresowanie gracza. Dornbush stwierdził, że pomimo umiarkowanie powolnego początku, fabule „bezustannie udaje się utrzymać ciężar”. Chwalił także skoncentrowanie się na Peterze Parkerze i aktorstwo Lowenthala za „emocjonalną szczerość” jego Spider-Mana, którą uznał za jedną ze swoich ulubionych interpretacji tej postaci. Harmon również docenił sposób, w jaki przedstawiono Petera, który ocenił jako lepszy niż w niemal każdej innej adaptacji komiksu, chwaląc także obsadę drugoplanową. Część recenzentów doceniła decyzję Insomniac, żeby nie przedstawiać po raz kolejny genezy Spider-Mana. Harmon był zawiedziony, że misje poboczne wyraźnie odstają jakością od tych z głównego wątku fabularnego, zaś Colm Ahern z VideoGamer.com stwierdził, że wiele z nich sprawia wrażenie niepotrzebnych w i tak już bogatej fabule.
Dornbush napisał, że walki z bossami były „wielkie, ekscytujące i pełne akcji”, skrytykował jednak kilka z nich jako uproszczone; stwierdził również, że ze względu na skoncentrowanie się na nich na początku i końcu fabuły, w środku gry ich brak był wyraźnie zauważalny. Tran chwalił możliwość użycia mocy poszczególnych kostiumów także w innych. Reiner uznał, że sekwencje skradankowe, w których gra się Mary Jane i Milesem, „dodają różnorodności, zawierając solidną mechanikę skradania i sprytne łamigłówki”. Według Trana pomimo tego, że nie były one szczególnie wymagające, przedstawiały „kilka zapadających w pamięć pełnych napięcia momentów”. W innym tonie wypowiedział się Ahern, stwierdzając, że powodzenie w nich zbyt często zależy od przypadku.
Gra krytykowana była za otwarty świat, przy projektowaniu którego twórcy polegali na znanych i powtarzalnych schematach innych produkcji z otwartym światem, zamiast spróbować uatrakcyjnić go z uwzględnieniem możliwości Spider-Mana. Faulknerowi nie spodobało się, że wiele aktywności pobocznych po krótkim czasie zaczynało nudzić, skrytykował również brak różnorodności w zadaniach zbierackich. Harmon uznał, że były one co prawda bardziej znośne niż w większości gier, ale nawet pomimo tego było ich za dużo. Recenzentom nie spodobały się również wieże odsłaniające na mapie znaczniki, która to mechanika pojawiła się wcześniej już w bardzo wielu grach z otwartym światem.

### Sprzedaż
W ciągu trzech dni od premiery sprzedano 3,3 mln sztuk gry – wliczając te dostępne w zestawie z konsolą – co dało Spider-Manowi tytuł najszybciej sprzedającej się gry wewnętrznego studia Sony w historii, przebijając nieznacznie wynik God of War (3,1 mln). Według szacunków „USA Today” gra zarobiła w tym czasie 198 mln USD, podczas gdy wydany rok wcześniej film Spider-Man: Homecoming w analogicznym okresie na rynkach północnoamerykańskich zarobił 117 mln USD. Według szacunków The NPD Group, miesięczna sprzedaż produkcji Insomniac była o 37% wyższa niż łączny wynik z dwóch miesięcy wszystkich wcześniejszych gier ze Spider-Manem powstałych od 1995 roku, od kiedy to grupa analizuje sprzedaż gier. W listopadzie 2018 była to najszybciej sprzedająca się gra superbohaterska w USA, a w lipcu 2019 zdobyła miano najlepiej sprzedającej się w tej kategorii.
W Wielkiej Brytanii Spider-Man był najszybciej sprzedającą się w 2018 roku grą pod względem sprzedaży wersji pudełkowych, przebijając Far Cry 5 (który został wydany na jeszcze trzech innych platformach) i sprzedając się w dwukrotnie większej liczbie egzemplarzy niż God of War. Była to tam również najlepiej sprzedająca się gra sygnowana logo Marvela od czasów Lego Marvel Super Heroes (2013), jak również najszybciej sprzedająca się gra od czasu Call of Duty: WWII (2017). Sprzedała się jednak gorzej niż najpopularniejsza gra superbohaterska ósmej generacji, Batman: Arkham Knight (2015), która wydana została na większej liczbie platform. Spider-Man pozostawał na liście najlepiej sprzedających się gier przez trzy tygodnie z rzędu, a został zepchnięty na dalszą pozycję przez dostępną na więcej platform FIF-ę 19. Był drugą najlepiej sprzedającą się grą września (wyprzedzoną przez FIF-ę 19, będącą w sprzedaży tylko przez dwa dni tego miesiąca), pod względem liczby egzemplarzy sprzedanych w ciągu pierwszego miesiąca przebijając inne tytuły przeznaczone wyłącznie na PlayStation 4 – Uncharted: Kres złodzieja (o 44%), Horizon: Zero Dawn (94%) i God of War (138%). Na liście dziesięciu najlepiej sprzedających się gier pozostała przez trzynaście tygodni, do 3 stycznia 2019.
W Japonii w pierwszym tygodniu sprzedano ok. 125,1 tys. sztuk, dzięki czemu Spider-Man został najlepiej sprzedającą się grą; w ciągu trzech tygodni sprzedano ok. 244 tys. sztuk. Znalazł się również w czołówce najlepiej sprzedających się zachodnich gier dostępnych na PS4, za Call of Duty: Black Ops IIII i Minecraftem, stał się także najlepszą zachodnią grą Sony od czasu Crash Bandicoot: Warped (1998) na pierwsze PlayStation.
Do listopada 2018 na całym świecie sprzedano ponad 9 mln kopii gry (w dystrybucji cyfrowej i pudełkowej), do sierpnia 2019 – 13,2 mln, a do maja 2022 – ponad 33 mln kopii.

### Nagrody i wyróżnienia
Spider-Man ujęty został na wielu listach najlepszych gier 2018, w tym tych sporządzonych przez „Wired”, „Time” (2. miejsce), Push Square i Zero Punctation (3. miejsce), „Electronic Gaming Monthly” (5.), Polygon (9.) i „The Daily Telegraph” (dziesiąte). Serwisy Shacknews i The Verge uznały ją za grę roku, a Eurogamer za jedną z najlepszych trzydziestu gier 2018. W plebiscycie „Famitsū”, w którym udział wzięło 128 japońskich twórców gier, Spider-Man został wybrany grą roku. GamesRadar+ umieścił produkcję na 75. miejscu najlepszych gier dekady, z kolei Gry-Online w analogicznym plebiscycie na miejscu dwudziestym.
| Nagroda / organizacja           | Rok  | Kategoria                                        | Nominowany                  | Wynik     |
| ------------------------------- | ---- | ------------------------------------------------ | --------------------------- | --------- |
| Annie Awards                    | 2019 | Postać w grze komputerowej                       | Marvel’s Spider-Man         | nominacja |
| British Academy Games Awards    | 2019 | Osiągnięcie artystyczne                          | Marvel’s Spider-Man         | nominacja |
| British Academy Games Awards    | 2019 | Osiągnięcie dźwiękowe                            | Marvel’s Spider-Man         | nominacja |
| British Academy Games Awards    | 2019 | Narracja                                         | Marvel’s Spider-Man         | nominacja |
| D.I.C.E. Awards                 | 2019 | Najlepsza animacja                               | Marvel’s Spider-Man         | wygrana   |
| D.I.C.E. Awards                 | 2019 | Najlepszy kierunek artystyczny                   | Marvel’s Spider-Man         | nominacja |
| D.I.C.E. Awards                 | 2019 | Najlepsza postać                                 | Peter Parker / Spider-Man   | nominacja |
| D.I.C.E. Awards                 | 2019 | Najlepsza muzyka oryginalna                      | Marvel’s Spider-Man         | nominacja |
| D.I.C.E. Awards                 | 2019 | Najlepszy projekt dźwięku                        | Marvel’s Spider-Man         | nominacja |
| D.I.C.E. Awards                 | 2019 | Najlepszy scenariusz                             | Marvel’s Spider-Man         | nominacja |
| D.I.C.E. Awards                 | 2019 | Osiągnięcie technologiczne                       | Marvel’s Spider-Man         | nominacja |
| D.I.C.E. Awards                 | 2019 | Przygodowa gra roku                              | Marvel’s Spider-Man         | nominacja |
| D.I.C.E. Awards                 | 2019 | Najlepszy projekt gry                            | Marvel’s Spider-Man         | nominacja |
| D.I.C.E. Awards                 | 2019 | Najlepsza reżyseria                              | Marvel’s Spider-Man         | nominacja |
| D.I.C.E. Awards                 | 2019 | Gra roku                                         | Marvel’s Spider-Man         | nominacja |
| Game Audio Network Guild Awards | 2019 | Najlepszy dźwięk                                 | Marvel’s Spider-Man         | nominacja |
| Game Audio Network Guild Awards | 2019 | Najlepszy projekt dźwięku                        | Marvel’s Spider-Man         | nominacja |
| Game Audio Network Guild Awards | 2019 | Najlepsza muzyka interaktywna                    | Marvel’s Spider-Man         | nominacja |
| Game Audio Network Guild Awards | 2019 | Najlepszy dźwięk w przerywnikach filmowych       | Marvel’s Spider-Man         | nominacja |
| Game Audio Network Guild Awards | 2019 | Najlepsze dialogi                                | Marvel’s Spider-Man         | wygrana   |
| Game Audio Network Guild Awards | 2019 | Najlepszy utwór instrumentalny                   | „Spider-Man”                | nominacja |
| The Game Awards                 | 2017 | Najbardziej wyczekiwana gra                      | Marvel’s Spider-Man         | nominacja |
| The Game Awards                 | 2018 | Gra roku                                         | Marvel’s Spider-Man         | nominacja |
| The Game Awards                 | 2018 | Najlepsza reżyseria                              | Marvel’s Spider-Man         | nominacja |
| The Game Awards                 | 2018 | Najlepszy scenariusz                             | Marvel’s Spider-Man         | nominacja |
| The Game Awards                 | 2018 | Najlepsza muzyka                                 | Marvel’s Spider-Man         | nominacja |
| The Game Awards                 | 2018 | Najlepszy projekt dźwięku                        | Marvel’s Spider-Man         | nominacja |
| The Game Awards                 | 2018 | Najlepszy aktor                                  | Yuri Lowenthal – Spider-Man | nominacja |
| The Game Awards                 | 2018 | Najlepsza gra przygodowa/akcji                   | Marvel’s Spider-Man         | nominacja |
| Game Critics Awards             | 2018 | Najlepsza gra imprezy                            | Marvel’s Spider-Man         | nominacja |
| Game Critics Awards             | 2018 | Najlepsza gra na konsole                         | Marvel’s Spider-Man         | wygrana   |
| Game Critics Awards             | 2018 | Najlepsza gra przygodowa/akcji                   | Marvel’s Spider-Man         | wygrana   |
| Game Developers Choice Awards   | 2019 | Najlepszy dźwięk                                 | Marvel’s Spider-Man         | nominacja |
| Game Developers Choice Awards   | 2019 | Najlepszy projekt                                | Marvel’s Spider-Man         | nominacja |
| Game Developers Choice Awards   | 2019 | Najlepsza narracja                               | Marvel’s Spider-Man         | nominacja |
| Game Developers Choice Awards   | 2019 | Najlepsza technologia                            | Marvel’s Spider-Man         | nominacja |
| Game Developers Choice Awards   | 2019 | Najlepszy kierunek artystyczny                   | Marvel’s Spider-Man         | nominacja |
| Game Developers Choice Awards   | 2019 | Gra roku                                         | Marvel’s Spider-Man         | nominacja |
| Gamers’ Choice Awards           | 2018 | Ulubiona gra                                     | Marvel’s Spider-Man         | nominacja |
| Gamers’ Choice Awards           | 2018 | Ulubiona gra akcji                               | Marvel’s Spider-Man         | wygrana   |
| Gamers’ Choice Awards           | 2018 | Ulubiona gra jednoosobowa                        | Marvel’s Spider-Man         | wygrana   |
| Gamers’ Choice Awards           | 2018 | Ulubiona postać                                  | Peter Parker / Spider-Man   | wygrana   |
| Gamers’ Choice Awards           | 2018 | Ulubiony aktor głosowy                           | Yuri Lowenthal – Spider-Man | nominacja |
| Gamers’ Choice Awards           | 2018 | Ulubiona aktorka głosowa                         | Laura Bailey – MJ Watson    | nominacja |
| Gamers’ Choice Awards           | 2018 | Ulubiona aktorka głosowa                         | Tara Platt – Yuri Watanabe  | nominacja |
| Gamescom                        | 2018 | Najlepsza gra akcji                              | Marvel’s Spider-Man         | nominacja |
| Gamescom                        | 2018 | Najlepsza gra na PlayStation 4                   | Marvel’s Spider-Man         | wygrana   |
| Golden Joystick Awards          | 2016 | Najbardziej wyczekiwana gra                      | Marvel’s Spider-Man         | nominacja |
| Golden Joystick Awards          | 2017 | Najbardziej wyczekiwana gra                      | Marvel’s Spider-Man         | nominacja |
| Golden Joystick Awards          | 2018 | Najlepsza narracja                               | Marvel’s Spider-Man         | nominacja |
| Golden Joystick Awards          | 2018 | Najlepsza gra na PlayStation                     | Marvel’s Spider-Man         | nominacja |
| Golden Joystick Awards          | 2018 | Gra roku                                         | Marvel’s Spider-Man         | nominacja |
| Harvey Award                    | 2019 | Najlepsza adaptacja komiksu                      | Marvel’s Spider-Man         | nominacja |
| Hollywood Music in Media Awards | 2018 | Najlepsza muzyka oryginalna w grze komputerowej  | Marvel’s Spider-Man         | nominacja |
| Italian Video Game Awards       | 2019 | Wybór publiczności                               | Marvel’s Spider-Man         | nominacja |
| Italian Video Game Awards       | 2019 | Gra roku                                         | Marvel’s Spider-Man         | nominacja |
| Italian Video Game Awards       | 2019 | Najlepszy projekt gry                            | Marvel’s Spider-Man         | nominacja |
| Italian Video Game Awards       | 2019 | Najlepsza postać                                 | Peter Parker / Spider-Man   | nominacja |
| Japan Game Awards               | 2019 | Najlepsza gra                                    | Marvel’s Spider-Man         | wygrana   |
| New York Game Awards            | 2019 | Nagroda Wielkiego Jabłka za najlepszą grę roku   | Marvel’s Spider-Man         | nominacja |
| New York Game Awards            | 2019 | Nagroda Great White Way za najlepszą rolę        | Laura Bailey – MJ Watson    | nominacja |
| Nickelodeon Kids’ Choice Awards | 2019 | Ulubiona gra komputerowa                         | Marvel’s Spider-Man         | nominacja |
| SXSW Gaming Awards              | 2019 | Najlepszy kierunek artystyczny                   | Marvel’s Spider-Man         | nominacja |
| SXSW Gaming Awards              | 2019 | Najlepsza animacja                               | Marvel’s Spider-Man         | wygrana   |
| SXSW Gaming Awards              | 2019 | Najlepsza rozgrywka                              | Marvel’s Spider-Man         | nominacja |
| SXSW Gaming Awards              | 2019 | Największe osiągnięcie techniczne                | Marvel’s Spider-Man         | nominacja |
| SXSW Gaming Awards              | 2019 | Najlepsza narracja                               | Marvel’s Spider-Man         | nominacja |
| SXSW Gaming Awards              | 2019 | Najlepsza konwergencja                           | Marvel’s Spider-Man         | wygrana   |
| SXSW Gaming Awards              | 2019 | Najpopularniejsza gra roku                       | Marvel’s Spider-Man         | nominacja |
| SXSW Gaming Awards              | 2019 | Gra roku                                         | Marvel’s Spider-Man         | nominacja |
| Titanium Awards                 | 2018 | Gra roku                                         | Marvel’s Spider-Man         | nominacja |
| Titanium Awards                 | 2018 | Najlepszy aktor w hiszpańskim dubbingu           | Mario García – Spider-Man   | wygrana   |
| Titanium Awards                 | 2018 | Najlepsza muzyka oryginalna                      | John Paesano                | nominacja |
| Titanium Awards                 | 2018 | Najlepsza gra przygodowa                         | Marvel’s Spider-Man         | nominacja |
| Visual Effects Society Awards   | 2019 | Postać animowana w projekcie czasu rzeczywistego | Doktor Octopus              | nominacja |
| Visual Effects Society Awards   | 2019 | Efekty wizualne w projekcie czasu rzeczywistego  | Marvel’s Spider-Man         | nominacja |
| Amerykańska Gildia Scenarzystów | 2019 | Najlepszy scenariusz gry komputerowej            | Marvel’s Spider-Man         | nominacja |

## Kontynuacje i gry powiązane
W czerwcu 2020 zapowiedziano poboczną grę Spider-Man: Miles Morales, która trafiła do sprzedaży (na PlayStation 4 i PlayStation 5) w listopadzie tego samego roku, z kolei wersja na Windowsa miała premierę 18 listopada 2022. Fabuła rozgrywa się około roku po finale pierwszej gry i koncentruje się na postaci Milesa Moralesa zastępującego w roli Spider-Mana Petera, który jako fotoreporter wyjechał do Symkarii, żeby dokumentować trwającą tam wojnę domową.
We wrześniu 2021 zapowiedziano Marvel’s Spider-Man 2, mającego trafić na PlayStation 5 w 2023. Intihar i Smith ponownie zostali dyrektorem kreatywnym i reżyserem gry. Swoje role powtórzą Lowenthal jako Peter Parker i Jeter jako Miles Morales, a do obsady dołączył Tony Todd jako Venom. Poza Spider-Manem 2, Insomniac Games zapowiedziało również samodzielną grę Marvel’s Wolverine, bazującą na innej znanej postaci Marvela i również powstającą na PlayStation 5. Rozgrywać będzie się ona w tym samym uniwersum, co gry o Spider-Manie, a jej współreżyserami zostali Brian Horton i Cameron Christian, dyrektor kreatywny i reżyser Milesa Moralesa.
W lipcu 2020 na PlayStation VR ukazała się gra Iron Man VR, w której pojawiają się bezpośrednie nawiązania do fabuły Spider-Mana. Jej reżyser, Ryan Payton, nie wykluczył, że Iron Man może rozgrywać się w tym samym uniwersum, co gry Insomniac Games.